# 阿蒂西亞鎮區 (伊利諾伊州易洛魁縣)
阿蒂西亞鎮區（英語：Artesia Township）是位於美國伊利諾伊州易洛魁縣的一個行政鎮區。

## 地方資料
根據2010年美國人口普查的數據，阿蒂西亞鎮區的面積為148.70平方千米，當中陸地面積為148.60平方千米，而水域面積為0.10平方千米。當地共有人口889人，而人口密度為每平方千米5.98人。